# Los años salvajes
Los años salvajes es un documental estrenado en 2014 dirigido por Ventura Durall sobre la pobreza infantil en Addis Abeba, la capital de Etiopía.
Fue premiado en el Festival de TV de Shanghái de 2014 a la mejor fotografía. 

## Sinopsis
En Addis Abeba, la capital etíope, más de 270.000 niños de la calle viven sin sus padres, prácticamente olvidados por las leyes y la sociedad. Daniel, de 9 años, es uno de estos muchachos que llegan del campo a la ciudad. Ahí conoce a Habtom y Yohannes, ambos de 12 años, quienes viven en un coche abandonado. En un primer momento, no lo quieren aceptar en su grupo, pero después de superar algunas tensiones iniciales, finalmente se hacen amigos. Juntos, comparten la dura vida de la calle llevando una existencia de adultos -aún siendo niños-, pero como son listos e ingeniosos consiguen sobrevivir en la ciudad a base de pequeños robos.
Un año más tarde, cuando la nostalgia, el sentimiento de responsabilidad y los problemas relacionados con la pandilla rival del barrio llegan a límites difícilmente soportables deciden regresar a sus aldeas de origen para reencontrarse con sus familias de las que se escaparon muchos años atrás. Como guijarros que ruedan arrastrados por la corriente, inician un viaje hacia el norte del vasto y desconocido país, en autobús, en barco, a pie y en autostop. En el viaje, nuestros pequeños héroes conocen a una chica que viaja también para reunirse con su familia. Juntos, comparten unos días de amistad y complicidad. Sin embargo, las tensiones sexuales entre la niña y los dos niños mayores pronto se manifiestan. Ella les expone sus puntos de vista sobre su estilo de vida y les cuestiona los valores a los que los chicos se han ido acostumbrado sin apenas planteárselos. Finalmente la situación se vuelve insoportable y la niña decide separarse de los chicos y seguir por su cuenta. Mientras tanto, vamos descubriendo la personalidad de Daniel y sus aristas más complejas y oscuras: confiesa haber matado a su madrastra y que esa es la verdadera razón por la que está huyendo de Addis Abeba.
Los tres muchachos compran costosos regalos para sus familias y luego se separan fijando fecha para el reencuentro. Daniel va con Habtom hacia el pueblo natal de éste donde espera encontrar a su madre, mientras Yohannes continúa por su cuenta para reencontrar a su padre. Cuando finalmente llegan a sus destinos, se dan cuenta de que muchas cosas han cambiado desde que vieron por última vez a sus familias.

## Producción
Los años salvajes está producido por la productora Nanouk Films(España) y coproducido por TV3 (España).

## Reconocimientos
Premios:
- Shanghái TV Festival 2014 - Mejor fotografía

Selecciones destacadas:
- IDFA (International Documentary Festival of Amsterdam) - Sección oficial (Premier mundial)
- Festival de cine español de Málaga 2014 - Sección oficial
- Budapest International Film Festival 2014 - Sección oficial
- Documentamadrid 2014 - Panorama del documental español[1]
- Festival de Cinema d'Autor 2014 - Autoría catalana
- Mediteran Film Festival Bosnia 2014 - Sección oficial
- Fic-Cat Roda de Berà 2014 - Sección oficial
- Documentary Edge Festival New Zeland 2014 - Sección oficial
- Festival Internacional de Cine Político de Buenos Aires 2014 - Foco internacional
- United Nations Association Film Festival San Francisco 2014 - Sección oficial
- Vancouver International Film Festival 2014 - Nonfiction Features